# Lakuliśa

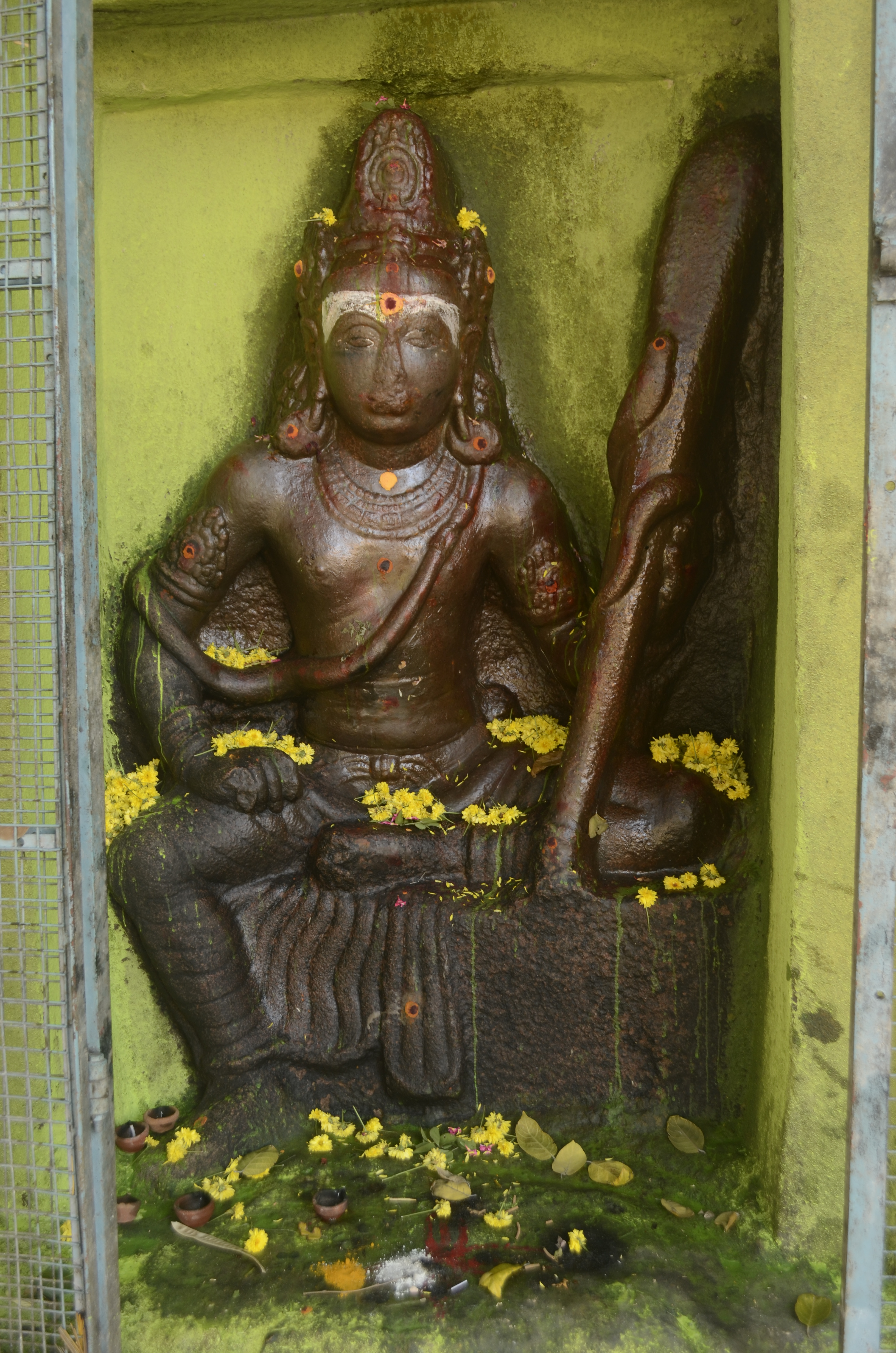
Posąg Lakuliśi, VII wiek, z okresu dynastii Pandjów

Lakuliśa (sanskryt: लकुलीश, trl. Lakulīśa, en. Lakulisha) -  indyjski filozof, mistyk, hinduistyczny reformator religijny. Postać historyczna, postulowana przez wyznawców śiwaizmu, jako awatara boga Śiwy.

## Recepcja
Tradycyjnie podaje się, że mędrzec Lakuliśa, jako inkarnacja Rudry, wszedł w martwe ciało bramina i ożywił je. Uważany też bywa za awatara boga Śiwy. 
Dzieło Paśupatasutra zawierać ma nauki, które udzielił.

## Kult

### Świątynie
- Najsławniejszą współczesną indyjską świątynią jest obiekt w Kayovarohan w Gudżaracie. Świątynia jest dostępna dla niehinduistów[2].